# Литвиненко, Галина Пантелеевна
Галина Пантелеевна Литвиненко (1921 — 1984) — советский передовик производства в сельском хозяйстве. Герой Социалистического Труда (1966).

## Биография
Родилась 20 января 1921 года в селе Черкасовка (в настоящее время в Ивановском районе Амурской области) в семье крестьянина.
В 1938 году окончила неполную среднюю школу в селе Ерковцы, затем курсы механизаторов при Ерковецкой машинно-тракторной станции.
С 1941 по 1945 годы в период Великой Отечественной войны работала трактористкой в совхозе Ивановского района.
С 1952 году поступила работать дояркой в совхоз «Средне-Бельский» Амурской области, а в 1956 году была переведена в птицеводческую отрасль и ей доверили партию новой породы кур. В  1961 году Г. П. Литвиненко присвоено звание «Лучшая птичница района».
В 1965 году Г. П. Литвиненко добилась лучшего показателя в СССР — 212 яиц от курицы–несушки и по итогам социалистического соревнования была удостоена звания «Лучшая птичница Амурской области».
22 марта 1966 года  Указом Президиума Верховного Совета СССР «за достигнутые успехи в развитии животноводства, увеличении производства и заготовок мяса, молока, яиц, шерсти и другой продукции» Галина Пантелеевна Литвиненко была удостоена звания Героя Социалистического Труда с вручением Ордена Ленина и золотой медали «Серп и Молот».
8 апреля 1971 года  Указом Президиума Верховного Совета СССР «за отличие в труде» Галина Пантелеевна Литвиненко была награждена Орденом Трудового Красного Знамени.
Г. П. Литвиненко была участником ВДНХ СССР — имела многочисленные медали ВДНХ за отличную продукцию.
Работала в совхозе до выхода на пенсию. Скончалась 19 января 1984 года.

## Награды
- Медаль «Серп и Молот» (22.03.1966)
- Орден Ленина (22.03.1966)
- Орден Трудового Красного Знамени (8.04.1971)
- 4 серебряные и 1 бронзовая Медали ВДНХ